# Božena Martinčević
Božena Martinčević rođ. Popović (1939. — Split, 30. lipnja 2020.), hrvatska modna kreatorica, promotorica hrvatskih običaja, njegovateljica dalmatinskog etnografskog blaga, likovna umjetnica, književnica, doajenica splitske mode. Jedna od rodonačelnica splitske mode i stila nadahnutog etno tradicijom. Najveća je splitska tekstilna umjetnica svih vremena, jedna od najistaknutijih hrvatskih predstavnica umjetničke modne scene, pionirka etno-mode i dizajna u Hrvatskoj uopće.

## Životopis
Rodila se je u velikoj obitelji hrvatskih domoljuba. Imala je trinaestero sestara i braće. Djetinjstvo je bilo teško i gladno. Oca su joj uhitili i izmučili oca jer je bio radićevac. Također su joj ni krivu ni dužnu na nekoliko godina zatvorili i mučili majku. Zbog pretrpljenih trauma s pravom može reći da joj je bilo ukradeno djetinjstvo. Posljedice tih trauma u predškolskoj dobi, osjećala je i u zrelim sedamdesetima.
Bila je velika katolkinja. Često se družila s don Mladenom Parlovom, profesorom na Katoličko-bogoslovnom fakultetu u Splitu, kojeg je prvi put upoznala kad joj je život nanio težak udarac. Bilo je to kad joj je zatvoren njen modni salon, koji je bio svojevrsni muzej. Osobito je mnogo razgovarala s njim otkad je uređivao njenu autobiografsku knjigu Dica prestrašenih lica. Osobno je ilustrirala cijelu knjigu, uključujući i naslovnicu. Prevladavaju motivi iz etno-tradicije, kao nečega što joj je, uz ljubav prema hrvatskoj domovini, obilježilo život. O ilustraciji naslovnice odlučio je don Mladen Parlov. Knjiga je promovirana u galeriji "Vinko Draganja OP" dominikanskog samostana u Splitu 15. rujna 2016. godine. Premda je autobiografska knjiga sadrži spomen dragih ljudima koje je kroz život gubila, no i upoznavala, koji su joj pomogli kad je s djecom ostala sama. Zbog toga zbirka sjećanja i pjesama o proživjelom sadrži izvjesnu optimističnu notu.
Bila je gorljiva čuvarica etno-baštine.
Dugo je godina u Marmontovoj u ulici u Splitu imala modni salon Nostalgija u kojemu je promicala hrvatsku narodnu nošnju i folklornu baštinu. Dosegao je kultni status po promicanoj narodnoj nošnji i folklornoj baštini. Premda su joj modne kreacije nadahnute tradicijom Zagore, dalmatinskog priobalja i Slavonije, svaka je odražavala njen slobodan umjetnički duh. 
Njen modni salon nije bio mjesto gdje je stjecala bogatstvo: nakon odlaska u mirovinu, živjela je skromno, kao svaka prosječna hrvatska umirovljenica. Modni salon zatvorila je 2007.
Kao ugledna modna dizajnerica njene modne revije bile su dijelom programa natjecanja ljepote kao Miss Dalmacije, poput etnokolekcije Od ravne Slavonije do kamenite Dalmacije . Više puta je donirala Etnografski muzej i Muzej grada Splita. 2019. godine gospođa donirala je kreacije nastale od početka 1980-ih godina pa sve do zatvaranja njena modnog salona. Donirane kreacije izložene su u Muzeju grada Splita, što nije njena jedina izložba. Izlagala je na izložbama tapiserija i dr. Objavila je zbirke pjesama, memoare i dr. Iza nje je je veliko mnoštvo revija i humanitarnog rada.
U Domovinskom ratu bila je u svojim srednjim godinama i zenitu snage na splitskoj modnoj pozornici. Među prvima javila se je u Art-gardu te se stavila na raspolaganje Četvrtoj gardijskoj brigadi, čijom članicom bila i poslije rata, kao dio Umjetničke sekcije veterana Četvrte. U Art-gardi šivala je jastuke za poginule hrvatske vojnike i jastučiće za odličja. Za odličja je izrađivala ukrasne jastučiće s hrvatskim pleterom, a za podglavlja jednostavnije. Jastuci su uvijek bili od pliša. Jednom nije mogla nabaviti materijal za jastuke, te je za to oderala dvije fotelje iz vlastitog stana. U teškim danima Domovinskog rata, njen modni salon u Marmontovoj bila je mala domoljubna oaza ljepote.
U svojim sedamdesetima otkrila je slikarski dar te se je bavila slikarstvom  Preminula je 30. lipnja 2020. godine. Pokopana je na na groblju na Lovrincu.
Članica ULUPUH i tekstilne sekcije Hrvatskog društva likovnih umjetnika.
.

## Književna djela
- Poslije mladosti, HDLU, zbirka pjesama, 1996.[17]
- Dica prestrašenih lica, autobiografski zapisi, Matica hrvatska, 2016.[18]
- Zita (stihovi i slike), Crkva u svijetu, 2018.[19]